# Ога, Кадзуо
Кадзуо Ога (яп. 男鹿 和雄 Ога Кадзуо, р. 29 февраля 1952 года в префектуре Акита, Япония) — арт-директор, художник и художник-постановщик по фонам множества аниме-фильмов студии Ghibli, наиболее известными среди которых являются полнометражные фильмы «Мой сосед Тоторо» и «Унесённые призраками». Также опубликовал две арт-книги и был режиссёром OVA. Лауреат Tokyo Anime Award в номинации «лучшая работа художника-постановщика» за фильм «Сказание о принцессе Кагуя».

## Фильмография

### Режиссёр
- The Night of Taneyamagahara (яп. 種山ヶ原の夜 Taneyamagahara no Yoru), 2006

### Художник-постановщик по фонам
- Юнико (яп. ユニコ Yuniko) 1981
- Босоногий Гэн — (はだしのゲン Hadashi no gen), 1983
- Временной странник — (Jikuu no tabibito), 1986
- Город чудищ — (妖獣都市 Yōjū Toshi), 1987
- Мой сосед Тоторо — (となりのトトロ Tonari no Totoro), 1988
- Ведьмина служба доставки — (魔女の宅急便 Majo no Takkyuubin), 1989
- Ещё вчера — (Omohide Poro Poro), 1991
- Помпоко: Война тануки — (平成狸合戦ぽんぽこ Heisei Tanuki Gassen Pon Poko), 1994
- Принцесса Мононокэ — (もののけ姫 Mononoke Hime), 1997

### Арт-книги
- Kazuo Oga Art Collection (Oga Kazuo Gashuu). Tokuma Shoten, 1996. ISBN 4-19-860526-2
- Kazuo Oga Art Collection II (Oga Kazuo Gashuu II). Tokuma Shoten, 2005. ISBN 4-19-862074-1

## Выставки
Персональная выставка Кадзуо Оги прошла в 2007 году в Музее современного искусства Токио. Экспозиция выставки включала более 600 работ, в том числе созданных не для экрана (карандашные зарисовки замка Адзути, иллюстрации к детским журналам и книгам), а также воссозданные в натуральную величину задние планы к фильмам «Мой сосед Тоторо», «Ещё вчера» и «Помпоко».